# بازتاب نقطه‌ای

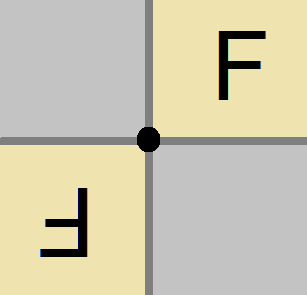
یک انعکاس نقطه ای در 2 بعد مانند یک چرخش 180 درجه است.

در هندسه، بازتاب نقطه ای (وارونگی نقطه، وارونگی مرکزی، یا وارونگی از طریق یک نقطه) نوعی ایزومتریک فضای اقلیدسی است.به جسمی که تحت بازتاب نقطه ای ثابت است، گفته می شود که دارای تقارن نقطه ای است. اگر تحت انعکاس نقطه ای از طریق مرکز خود ثابت باشد، گفته می شود که دارای تقارن مرکزی یا متقارن مرکزی است.
انعکاس نقطه ای را می توان به عنوان یک تبدیل وابسته طبقه بندی کرد. یعنی یک تبدیل آفین ایزومتریک است که دقیقاً یک نقطه ثابت دارد که همان نقطه وارونگی است. معادل یک تبدیل همتتیک با ضریب مقیاس برابر با 1- است. به نقطه وارونگی مرکز هموتتیک نیز می گویند.

## واژه شناسی
اصطلاح انعکاس سست است و برخی آن را سوء استفاده از زبان می دانند و وارونگی را ترجیح می دهند. با این حال، بازتاب نقطه به طور گسترده ای استفاده می شود.چنین نقشه‌هایی پیچشی هستند، به این معنی که مرتبه 2 دارند - آنها معکوس خودشان هستند: با اعمال دوبار آنها تابع همانی به دست می‌آید - که در مورد نقشه‌های دیگر به نام بازتاب نیز صادق است.به طور دقیق‌تر، بازتاب به بازتابی در یک ابرصفحه (𝑛−1)بعدی فضای آفین اشاره دارد - یک نقطه روی خط، یک خط مستقیم در صفحه (هندسه)، یک صفحه در 3 فضا)، با ابرصفحه ثابت، اما به طور گسترده‌تر. بازتاب به هر چرخش فضای اقلیدسی اعمال می‌شود و مجموعه ثابت (یک فضای وابسته به بعد k که در آن {\displaystyle 1\leq k\leq n-1} آینه نامیده می‌شود. در بعد 1 اینها بر هم منطبق هستند، زیرا یک نقطه یک ابر صفحه در خط است.
از نظر جبر خطی، با فرض ثابت بودن مبدأ، چرخش ها دقیقاً نقشه های قطری با همه مقدارویژه و بردارویژه 1 یا -1 هستند.
انعکاس در یک ابرصفحه دارای یک مقدار ویژه -1 (و تعدد n-1 است. روی 1 مقدار ویژه)، در حالی که انعکاس نقطه فقط دارای مقدار ویژه -1 است (با تعدد n).
اصطلاح وارونگی را نباید با هندسه وارونi اشتباه گرفت، جایی که وارونگی با توجه به یک دایره تعریف می شود.

## مثال ها
| هشت وجهی |

| شش وجهی متوازی الاضلاع |

در دو بعد، بازتاب نقطه ای همان دوران (هندسه) 180 درجه است.در سه بعد، یک بازتاب نقطه ای را می توان به عنوان یک چرخش 180 درجه ای توصیف کرد که با انعکاس در سراسر صفحه عمود بر محور چرخش ترکیب تابع شده است.در بعد n، بازتاب های نقطه ای اگر n زوج باشد، جهت گیری را حفظ می کنند و اگر n فرد باشد، جهت گیری را معکوس می‌کنند.

## فرمول
با توجه به بردار a در فضای اقلیدسی Rn,، فرمول انعکاس a در سراسر نقطه p است.
{\displaystyle \mathrm {Ref} _{\mathbf {p} }(\mathbf {a} )=2\mathbf {p} -\mathbf {a} .}
در موردی که p مبدأ باشد، بازتاب نقطه صرفاً نفی بردار a می‌باشد.
در هندسه اقلیدسی، وارونگی یک نقطه (هندسه) X نسبت به یک نقطه P یک نقطه X است به طوری که P نقطه وسط پاره‌خط با نقاط انتهایی X و X * است. به عبارت دیگر، بردار اقلیدسی از X به P همان بردار از P به X * است.
فرمول وارونگی در P است
x * = 2 a − x
که در آن a، x و x* به ترتیب بردارهای موقعیت P، X و X* هستند.
این نگاشت یک تبدیل آفین پیچشی ایزومتری است که دقیقاً یک نقطه ثابت دارد که P است.

## بازتاب نقطه ای به عنوان یک مورد خاص از پوسته پوسته شدن یکنواخت یا یکنواختی
هنگامی که نقطه وارونگی P با مبدأ منطبق است، بازتاب نقطه معادل یک مورد خاص از مقیاس یکنواخت است: مقیاس یکنواخت با ضریب مقیاس برابر با -1. این نمونه ای از نگاشت خطی است.
وقتی P با مبدأ منطبق نیست، بازتاب نقطه معادل یک مورد خاص از تبدیل همتتیک است: همگنی با مرکز همتتیک که با P منطبق است، و ضریب مقیاس -1. (این نمونه ای از تبدیل آفین غیر خطی است.)

## گروه بازتاب نقطه

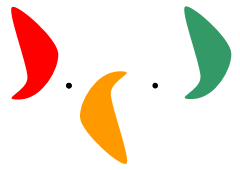
ترکیب دو بازتاب نقطه افست در 2 بعدی یک ترجمه است.

ترکیب تابع دو بازتاب نقطه ای یک انتقال (هندسه) است. به طور خاص، انعکاس نقطه در p و به دنبال آن بازتاب نقطه در q ترجمه توسط بردار 2 (q - p) است.
مجموعه ای که از تمام بازتاب ها و ترجمه های نقطه ای تشکیل شده است، زیرگروه لی از گروه اقلیدسی است. این یک محصول نیمه مستقیم از Rn با یک گروه دوری از مرتبه 2 است که گروه دوم بر روی Rn با نفی عمل می کند. این دقیقاً زیر گروه گروه اقلیدسی است که خط را در نقطه بینهایت ثابت می کند.
در حالت n=1، گروه بازتاب نقطه، گروه ایزومتریک کامل خط است.

## بازتاب نقطه ای در ریاضیات
انعکاس نقطه ای در مرکز یک کره، نقطه پادپایی را به دست می دهد.
فضای متقارن یک منیفولد ریمانی با بازتاب ایزومتریک در هر نقطه است. فضاهای متقارن نقش مهمی در مطالعه گروه های دروغ و هندسه ریمانی دارند.

## بازتاب نقطه ای در هندسه تحلیلی
با توجه به نقطه {\displaystyle P(x,y)} و بازتاب آن {\displaystyle P(x',y')} با توجه به نقطه {\displaystyle C(x_{c},y_{c})}  ، دومی نقطه وسط قطعه {\displaystyle {\overline {PP'}}} است.
{\displaystyle {\begin{cases}x_{c}={\frac {x+x'}{2}}\\y_{c}={\frac {y+y'}{2}}\end{cases}}}
به همین خاطر، معادلات برای یافتن مختصات نقطه منعکس شده‌اند
{\displaystyle {\begin{cases}x'=2x_{c}-x\\y'=2y_{c}-y\end{cases}}}
خاص است که در آن نقطه C دارای مختصات (0,0) باشد.(به پاراگراف زیر مراجعه کنید)
{\displaystyle {\begin{cases}x'=-x\\y'=-y\end{cases}}}

## خواص
در فضای اقلیدسی زوج بعدی، مثلاً فضای 2N بعدی، وارونگی در یک نقطه P معادل N چرخش بر روی زوایای π در هر صفحه از مجموعه دلخواه N صفحه متعامد متقابل در P است. این چرخش ها متقابلاً جابجایی هستند. بنابراین، وارونگی در یک نقطه در فضای زوج بعدی، ایزومتری حفظ جهت یا ایزومتریک مستقیم است.
در فضای اقلیدسیبا ابعاد فرد، مثلاً فضای بعدی (2N + 1)، معادل N چرخش بر روی π در هر صفحه از مجموعه دلخواه N صفحه متعامد متقابل در P است، همراه با بازتاب در بعد 2N. فضای فرعی که توسط این صفحات چرخشی پوشانده شده است. بنابراین، به جای حفظ جهت، معکوس می شود، ایزومتری غیرمستقیم است.
از نظر هندسی در 3 بعدی، معادل دوران (هندسه) حول محور از طریق P با زاویه 180 درجه است، همراه با انعکاس در صفحه از طریق P که عمود بر محور است. نتیجه به جهت (به معنای دیگر) محور بستگی ندارد. نمادهای مربوط به نوع عملیات، یا نوع گروهی که ایجاد می کند، {\displaystyle {\overline {1}}}، Ci, S2 و 1× هستند. نوع گروه یکی از سه نوع گروه تقارنی به صورت سه بعدی بدون تقارن چرخشی خالص است، به تقارن چرخه‌ای با n=1 مراجعه کنید.
گروه نقطه‌ای های زیر در سه بعد حاوی وارونگی هستند:
- C n h و D n h برای n زوج
- S 2 n و D n d برای n فرد
- T h ، Oh ، و من h

ارتباط نزدیکی با معکوس در یک نقطه، انعکاس نسبت به یک صفحه (هندسه)است که می توان آن را به عنوان یک "وارونگی در یک صفحه" در نظر گرفت.

## مراکز وارونگی در کریستالوگرافی
زمانی که نقطه ای وجود داشته باشد که تمام اتم ها بتوانند از طریق آن بازتاب کنند و در عین حال تقارن را حفظ کنند، مولکول ها دارای یک مرکز وارونگی هستند. در بلورنگاری وجود مراکز وارونگی بین ترکیبات مرکز متقارن و غیر متقارن تمایز قائل می شود. ساختارهای کریستالی از چند وجهی مختلف تشکیل شده اند که بر اساس تعداد هماهنگی و زوایای پیوند طبقه بندی می شوند. به عنوان مثال، چند وجهی چهار مختصات به عنوان هندسه مولکولی چهاروجهی طبقه بندی می شوند، در حالی که محیط های پنج مختصات بسته به زوایای پیوند می توانند هندسه مولکولی هرمی مربع یا هندسه مولکولی دو هرمی مثلثی باشند. همه ترکیبات کریستالی از تکرار یک بلوک ساختمانی اتمی که به عنوان سلول واحد شناخته می‌شود به دست می‌آیند و این سلول‌های واحد تعیین می‌کنند که کدام چند وجهی و به چه ترتیبی تشکیل می‌شوند. بسته به اینکه کدام اتم پیوند مشترک دارند، این چند وجهی از طریق اشتراک گوشه، لبه یا صورت به یکدیگر متصل می شوند. مراکز وارونگی حاوی چند وجهی به عنوان مرکز متقارن شناخته می شوند، در حالی که مراکز بدون آن غیرمتقارن هستند. هشت ضلعی مختصات شش وجهی نمونه ای از چند وجهی متقارن مرکزی است، زیرا اتم مرکزی به عنوان یک مرکز وارونگی عمل می کند که از طریق آن شش اتم پیوندی تقارن را حفظ می کنند. از سوی دیگر، چهار وجهی غیرمتقارن هستند زیرا وارونگی از طریق اتم مرکزی منجر به معکوس شدن چند وجهی می شود. توجه به این نکته مهم است که هندسه های پیوند با اعداد مختصات فرد باید غیرمتقارن باشند، زیرا این چند وجهی دارای مراکز وارونگی نیستند.
چند وجهی واقعی در کریستال ها اغلب فاقد یکنواختی پیش بینی شده در هندسه پیوند آنها است. بی نظمی های رایج در کریستالوگرافی شامل اعوجاج و بی نظمی است. اعوجاج شامل تاب برداشتن چند وجهی به دلیل طول های پیوند غیر یکنواخت است که اغلب به دلیل جاذبه الکترواستاتیکی متفاوت بین هترواتم ها است. به عنوان مثال، یک مرکز تیتانیوم احتمالاً به طور مساوی به شش اکسیژن در یک هشت وجهی پیوند می‌خورد، اما اگر یکی از اکسیژن‌ها با فلوئور الکترونگاتیوی بیشتری جایگزین شود، اعوجاج رخ می‌دهد. اعوجاج ها هندسه ذاتی چند وجهی را تغییر نمی دهند - یک هشت وجهی تحریف شده هنوز به عنوان یک هشت وجهی طبقه بندی می شود، اما اعوجاج به اندازه کافی قوی می تواند بر تقارن مرکزی یک ترکیب تأثیر بگذارد. اختلال شامل اشغال دو یا چند مکان است که در آن یک اتم یک موقعیت کریستالوگرافی را در درصد معینی از چند وجهی و دیگری را در موقعیت های باقیمانده اشغال می کند. این اختلال می‌تواند بر تقارن مرکزی چند وجهی خاص نیز تأثیر بگذارد، بسته به اینکه آیا اشغال بر روی یک مرکز وارونگی موجود تقسیم شده است یا خیر.
تقارن مرکزی در کل ساختار کریستالی نیز صدق می کند. کریستال ها به سی و دو گروه نقطه کریستالوگرافی طبقه بندی می شوند که توصیف می کنند چگونه چند وجهی های مختلف خود را در فضا در ساختار توده قرار می دهند. از این سی و دو گروه نقطه، یازده گروه متقارن هستند. وجود چند وجهی غیرمتقارن تضمین نمی کند که گروه نقطه یکسان باشد-دو شکل غیرمتقارن را می توان در فضا به گونه ای جهت داد که شامل یک مرکز وارونگی بین این دو باشد. دو تا چهار وجهی روبروی هم می توانند یک مرکز وارونگی در وسط داشته باشند، زیرا جهت گیری به هر اتم اجازه می دهد تا یک جفت بازتابی داشته باشد. معکوس نیز صادق است، زیرا چند وجهی متقارن متقارن را می توان مرتب کرد تا یک گروه نقطه ای غیرمتقارن را تشکیل دهد.
ترکیبات غیرمتقارن می توانند برای کاربرد در نورشناسی غیرخطی مفید باشند. عدم تقارن از طریق مراکز وارونگی می تواند به نواحی کریستال اجازه دهد تا با نور ورودی به طور متفاوتی تعامل داشته باشند. طول موج، فرکانس و شدت نور در معرض تغییر است زیرا تابش الکترومغناطیسی با حالات انرژی مختلف در سراسر ساختار تعامل دارد. پتاسیم تیتانیل فسفات، KTiOPO4 (KTP). در گروه فضایی Pna21 متقارن و متقارن متبلور می شود و یک کریستال غیر خطی مفید است. KTP برای لیزرهای دوپه شده با نئودیمیم با دو برابر فرکانس، با استفاده از یک ویژگی نوری غیرخطی به نام نسل هارمونیک دوم استفاده می شود. کاربردهای مواد غیرخطی هنوز در حال تحقیق است، اما این ویژگی ها از وجود (یا فقدان آن) یک مرکز وارونگی ناشی می شود.

## وارونگی با توجه به مبدا
وارونگی با توجه به مبدا مربوط به وارون جمعی بردار موقعیت و همچنین ضرب اسکالر در -1 است. این عملیات با هر نگاشت خطی دیگر جابجا می شود، اما نه با ترجمه: در مرکز گروه خطی عمومی قرار دارد. «وارونگی» بدون اشاره به «در یک نقطه»، «در یک خط» یا «در یک صفحه» به معنای این وارونگی است. در فیزیک، بازتاب سه بعدی از طریق مبدأ، پاریته نیز نامیده می شود.
در ریاضیات، بازتاب از طریق مبدا به بازتاب نقطه ای فضای اقلیدسی Rn در سرتاسر مبدأ (ریاضیات) دستگاه مختصات دکارتی اشاره دارد. انعکاس از طریق مبدا یک تبدیل متعامد مربوط به ضرب اسکالر در -1 است، و همچنین می تواند به صورت {\displaystyle -I} نوشته شود، جایی که 𝐼 ماتریس همانی است.در سه بعد، این {\displaystyle (x,y,z)\mapsto (-x,-y,-z)} ، و غیره می فرستد.

## نمایندگی ها
به عنوان ماتریس قطری، در هر پایه با ماتریسی با -1 در قطر نشان داده می شود، و همراه با همانی، مرکز گروه متعامد 𝑂(𝑛) است.
این محصول حاصل n بازتاب متعامد (بازتاب از طریق محورهای هر پایه متعامد) است. توجه داشته باشید که بازتاب های متعامد جابجا می شوند.
در 2 بعد در واقع چرخش 180 درجه و در بعد 2𝑛 چرخش 180 درجه در n صفحه متعامد است. دوباره توجه کنید که چرخش در صفحات متعامد جابجا می شود.

## خواص
{\displaystyle (-1)^{n}} تعیین کننده دارد (از نمایش با ماتریس یا به عنوان محصول بازتاب).بنابراین در بعد زوج جهت گیری را حفظ می کند، بنابراین عنصری از گروه متعامد خاص SO(2n) است، و جهت گیری را در ابعاد فرد معکوس می کند، بنابراین عنصری از SO(2n + 1) نیست و در عوض تقسیمی از نقشه({\displaystyle O(2n+1)\to \pm 1}) است که ({\displaystyle O(2n+1)=SO(2n+1)\times \{\pm I\}}) را به عنوان یک محصول مستقیم داخلی نشان می‌دهد.
- همراه با همانی، مرکز (نظریه گروه‌ها) گروه متعامد را تشکیل می دهد.
- هر شکل درجه دوم را حفظ می کند، یعنی {\displaystyle Q(-v)=Q(v)}، و بنابراین عنصری از هر گروه متعامد نامشخص نیز هست.
- با هویت برابر است اگر و تنها در صورتی که مشخصه 2 باشد.
- این طولانی ترین عنصر از گروه جایگشت های امضا شده گروه کاکسیتر است.

به طور مشابه، این طولانی‌ترین عنصر گروه متعامد با توجه به مجموعه بازتاب‌ها است: عناصر گروه متعامد همه حداکثر طول n نسبت به مجموعه بازتاب‌ها دارند و بازتاب از مبدا دارای طول n است. اگرچه در این مورد منحصر به فرد نیست: سایر ترکیبات حداکثر چرخش (و احتمالاً بازتاب) نیز حداکثر طول دارند.

## هندسه
در SO(2r)، بازتاب از طریق مبدا دورترین نقطه از عنصر همانی با توجه به متریک معمول است. در O(2r + 1)، انعکاس از طریق مبدأ در SO(2r+1) نیست (در جزء غیر همانی است)، و هیچ معنای طبیعی وجود ندارد که در آن "نقطه دورتر" از هر چیز دیگری باشد. نقطه در مؤلفه غیر همانی است، اما یک نقطه پایه در مؤلفه دیگر ارائه می دهد.

## جبرهای کلیفورد و گروه های اسپین
نباید با عنصر {\displaystyle -1\in \mathrm {Spin} (n)} در گروه اسپین اشتباه گرفته شود.این امر به ویژه برای حتی گروه های چرخشی ، به عنوان{\displaystyle -I\in SO(2n)} گیج کننده است، و بنابراین در {\displaystyle \operatorname {Spin} (n)} هر دو -1 و 2 بالابر {\displaystyle -I} قرار دارند.
انعکاس از طریق هویت به خودشکلی جبر کلیفورد گسترش می یابد که به آن انطباق اصلی یا گرایش درجه می گویند.
بازتاب از بالابر همانی به یک شبه مقیاس می رسد.

## همچنین ببینید
- عطف آفین
- وارونگی دایره
- جبر کلیفورد
- هم‌نهشتی (هندسه)
- اندازه گیری استرمن
- گروه اقلیدسی
- اندازه گیری کوونر-بسیکوویچ
- گروه متعامد
- پاریته
- انعکاس (ریاضیات)
- فضای متقارن ریمانی
- گروه چرخش